# 对数时间线
对数时间线是根据对数比例设立的时间线，这意味着无穷近和无穷远的时间不能显示。在对数时间线里，可以采用大爆炸作为时间线原点向后推，但更常用的是以今天为原点将时间向前推，也可将今天为原点将时间向后推，并期待充满未知的未来。
以对数方式来研究历史可以追溯到1932年John B. Sparks。 在同一时期控制论者海因茨·冯·福斯特发现并探索了这类时间线，他认为我们会以对数速度来遗忘过去的历史。对数时间线也在未来学中用来探索技术奇点。
以下是两个不同的对数时间线的示例。更详细的版本请见详细对数时间线。

## 正向对数时间线示例
这个表格显示从大爆炸开始后经过的时间和时期。
| 大爆炸后经过的秒数 | 时期           |
| ------------------ | -------------- |
| 10−45 to 10−40     | 普朗克时期     |
| 10−40 to 10−35     | 普朗克时期     |
| 10−35 to 10−30     | 大一统时期     |
| 10−30 to 10−25     | 大一统时期     |
| 10−25 to 10−20     | 大一统时期     |
| 10−20 to 10−15     | 大一统时期     |
| 10−15 to 10−10     | 电弱时期       |
| 10−10 to 10−5      | 电弱时期       |
| 10−5 to 100        | 强子时期       |
| 100 to 105         | 轻子时期       |
| 105 to 1010        | 原初核合成时期 |
| 10 to 1015         | 星系时期       |
| 1015 to 1020       | 星系时期       |

目前从大爆炸发生算起已过去大约4.3×1017秒，太阳和地球大约在大爆炸发生后2×1017秒形成。1020秒可换算成3×1012年 。

## 负向对数时间线示例
在此表中的事件以发生后到现在的年数来计算，最近的事件在表格的顶部。 每个事件都是观察到或推断出的过程。（请注意，对数刻度永远不会为零） 
| 距今的时间（年） | 时间段列表                                                               | 大事记                                                                                            |
| ---------------- | ------------------------------------------------------------------------ | ------------------------------------------------------------------------------------------------- |
| 10−3至10−2       | 最近3天                                                                  | 例如今天、昨天和前天的新闻                                                                        |
| 10−2至10−1       | 最近36天                                                                 | 例如最近发生的事件                                                                                |
| 10−1至100        | 最近1年                                                                  | 例如2024年的事件                                                                                  |
| 100至101         | 2015年至今                                                               | 互联网、 生物技术、纳米技术、全球变暖                                                             |
| 101至102         | 20世纪                                                                   | 核电、抗生素、电子学、极权主义、世界大战                                                          |
| 102至103         | 2千纪                                                                    | 文艺复兴、印刷机、工业革命、殖民主义、枪支、蒸汽机                                                |
| 103至104         | 全新世开始、 公元前8000年至公元1000年、 新石器时代、 青铜时代、 铁器时代 | 城市、帝国、 书写、 轮子、 文明、 宗教                                                            |
| 104至105         | 更新世结束、 旧石器时代结束、 中石器时代、新石器时代开始                 | 大冰期、音乐、艺术、 岩画、 舞蹈、 符木、 药物、 直立人亚种灭绝、冰河时代结束、驯化、农业和畜牧业 |
| 105至106         | 更新世、旧石器时代                                                       | 人类（15万年前）、 语言、 灵性                                                                    |
| 106至107         | 上新世、旧石器时代初期                                                   | 狩猎采集、 工具、 火                                                                              |
| 107至108         | 白垩纪晚期、 新生代                                                      | 禾本科植物出现、 哺乳动物、 白垩纪-古近纪灭绝事件                                                 |
| 108至109         | 古生代、 中生代                                                          | 寒武纪生物大爆发、被子植物、 二叠纪-三叠纪灭绝事件                                                |
| 109至1.4×10      | 前寒武纪、 宇宙年表                                                      | 大爆炸、 星系、 地球、 生命起源                                                                   |